# Wohn- und Wirtschaftsgebäude Worpheimer Straße 19
Das Wohn- und Wirtschaftsgebäude Worpheimer Straße 19 an einem Stichweg in der niedersächsischen Gemeinde Worpswede, Ortsteil Worpheim, stammt aus der Mitte des 19. Jahrhunderts. Aktuell (2025) wird es auch zum Wohnen genutzt.
Das Gebäude steht unter Denkmalschutz. Siehe auch Liste der Baudenkmale in Worpswede.

## Geschichte und Beschreibung
Worpswede im Teufelsmoor wurde 1218 erstmals als Besitz des Klosters Osterholz erwähnt. Worpheim wurde im Rahmen der Moorkolonisierung des Teufelsmoores 1772 gegründet.
Das eingeschossige giebelständige Zweiständer-Hallenhaus in Fachwerk mit Steinausfachung, mit reetgedecktem Krüppelwalmdach, Uhlenloch und Grooter Door mit Korbbogen wurde um 1850 gebaut.
Das Landesdenkmalamt befand u. a.: „… ein regionstypisches Hallenhaus in Zweiständerkonstruktion …“